# خون‌درخت بیابان
خون‌درخت بیابان (نام علمی: Corymbia opaca) نام یک گونه از سرده خون‌درخت‌ها است.

## مناطق رشد این گیاه
خون درخت بیابان دارای پوست خشن است هنگام نفوذ به آن، یک کینو قرمز ضخیم رنگ از آن خارج می‌شود که مانند خون است. این گیاه معمولاًدر دسته گیاهان بیابانی قرار می‌گیرد که دارای برگهای چرمی سخت است. گلهای این درخت در ماه‌های سردتر ظاهر می‌شوند و گرده و شهد تولید می‌کنند که توسط گونه‌های مختلفی از حیوانات وحشی خورده می‌شود. میوه‌های این درخت با پوستی بسیار سخت و ضخیم هستند. این درخت به‌طور کلی از ۸ تا ۱۰ متر (۳۰ فوت) رشد می‌کند.

## ویژگی‌های درخت
چوب درخت بیابان دارای پوست خشن است هنگام نفوذ به آن، یک کینو قرمز ضخیم رنگ از آن خارج می‌شود که مانند خون است. این گیاه معمولاًدر دسته گیاهان بیابانی قرار می‌گیرد که دارای برگهای چرمی سخت است. گلهای این درخت در ماه‌های سردتر ظاهر می‌شوند و گرده و شهد تولید می‌کنند که توسط گونه‌های مختلفی از حیوانات وحشی خورده می‌شود. میوه‌های این درخت با پوستی بسیار سخت و ضخیم هستند. این درخت به‌طور کلی از ۸ تا ۱۰ متر (۳۰ فوت) رشد می‌کند.

## استفاده‌های پزشکی
این گیاه جنیه درمانی نیز دارد. مردم استرالیا برای درمان زخم‌هایشان از شیره این درخت استفاده می‌کنند زمانی که پوست این درخت می‌ریزد از درون آن یک کینوی (شیره) خون مانند جاری می‌شود شیره تا زمانی که تبلور یابد جریان می‌یابد و سوراخ پوست را می‌پوشاند.
مردم استرالیا این ماده آدامسی شکل را جمع‌آوری کرده و زمانی که قسمتی از بدن آن‌ها زخم می‌شود این ماده را روی زخمشان قرار می‌دهند.
گاهی که این ماده آدامسی شکل می‌ماند بسیار خشک و سخت می‌شود آنگاه آنها این ماده خشک شده را در آب جوش حل می‌کند و به عنوان ضدعفونی کننده برای شست‌وشو استفاده می‌کنند.